# Hugo Fontela
Hugo Fontela Rodríguez (Grado, Asturias, 1986) es un pintor español que en la actualidad forma parte de la Galería Carles Taché de Barcelona. Desde el año 2005 vive y trabaja en Manhattan.

## Biografía
Su afición por la pintura comienza en la niñez. De la mano del pintor asturiano Amado González Hevia (Favila), ingresaría en Escuela de Artes y Oficios de Avilés cuando contaba catorce años de edad.
Ingresará después en la Escuela de Arte de Oviedo, y cuando iba a comenzar a estudiar la licenciatura de Bellas Artes decide trasladarse a Nueva York ingresando en la Liga de estudiantes de arte de Nueva York. 
En 2005 recibió el Premio BMW de Pintura, en la edición número veinte, y en 2007 ganó el premio al mejor artista en la Feria de Arte Gráfico ESTAMPA, concedido por la Asociación de Críticos de Arte de Madrid.
En 2006, junto con Juan Hidalgo, participa como invitado en la XVIII Bienal de Pintura de Zamora.
En 2011 el Museo de la Abadía de Montserrat, en Barcelona, comienza una muestra de sus trabajos hechos en América, que es inaugurada por los Príncipes de Asturias. Ese mismo año, como resultado de dos estancias en Río de Janeiro junto a Oscar Niemeyer (2009 y 2011), se lleva a cabo la muestra Niemeyer by Fontela, en el Centro Niemeyer de Avilés. El Banco Sabadell tiene obra suya.

## Exposiciones
- Niemeyer by Fontela, Centro Niemeyer